# Paganini in Venedig
Paganini in Venedig ist einer der ersten kurzen deutschen Tonfilme, die im Herbst 1928 unter der Aufsicht des Tonfilmpioniers Guido Bagier nach dem Licht- und Nadelton-Verfahren hergestellt wurden. Regie führte Frank Clifford, die Hauptrolle übernahm der filmunerfahrene Geiger Andreas Weißgerber.

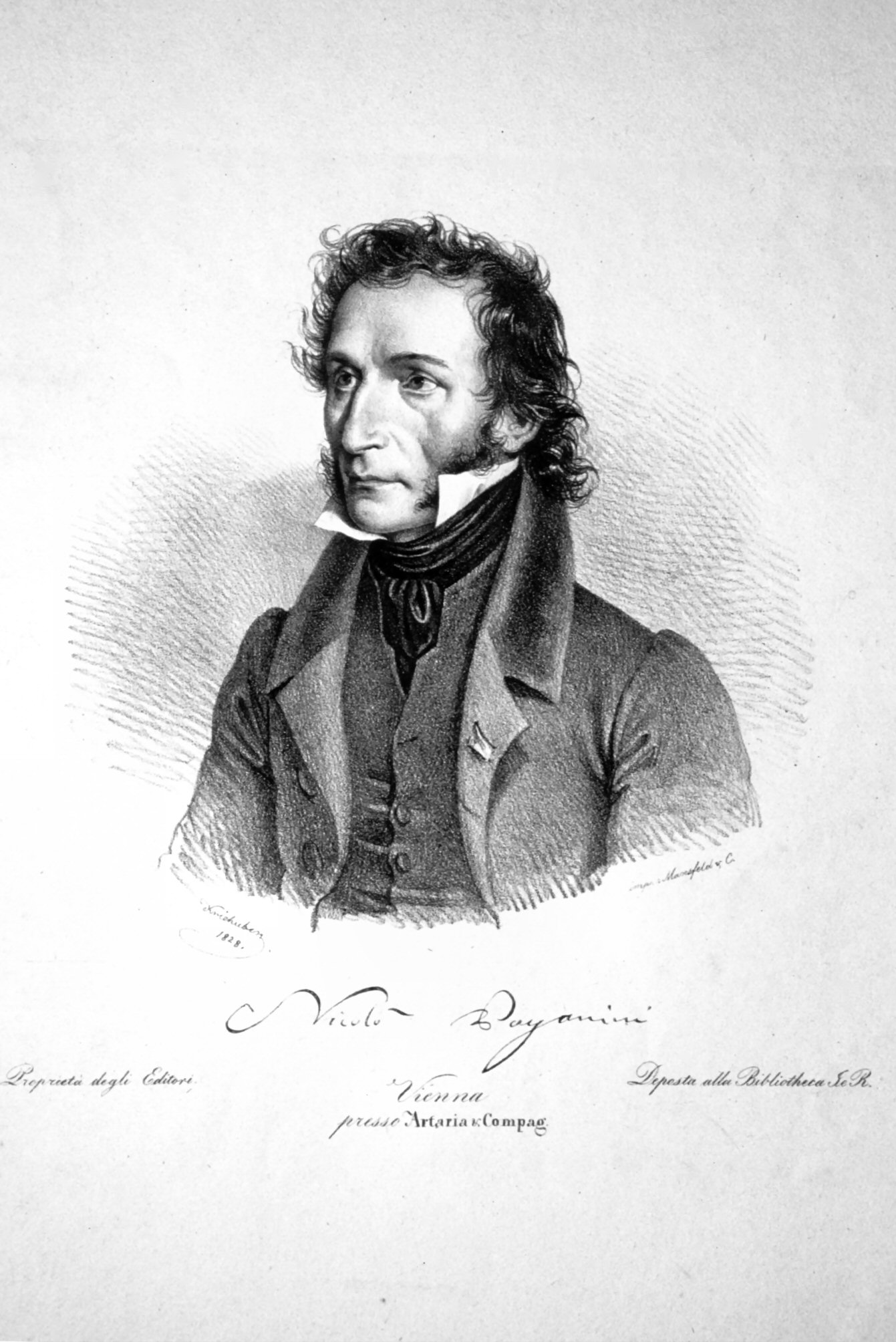
Der originale Paganini (Lithographie, Wien 1828)

## Handlung
Italien im frühen 19. Jahrhundert. Die schöne Giulietta Avorisi ist unsterblich in den berühmten Geiger Paganini verliebt. Nach dem geplanten Besuch eines Konzerts des gefeierten Genovesen in Venedig möchte sie ihn unbedingt bei sich empfangen. Ein junger Offizier namens Cesare Toma, der selbst ein Auge auf Giulietta geworfen hat und die Frau mit seinen Liebestollheiten hartnäckig verfolgt, will den störenden Konkurrenten loswerden und sorgt dafür, dass Paganini noch vor seinem avisierten Auftritt im Kerker landet. Dessen wertvolle Geige wirft der eifersüchtige Schurke kurzerhand in einen venezianischen Kanal. Auf wundersame Weise wird nicht nur die Geige aus dem Wasser gerettet, sondern findet auch noch den Weg in Paganinis Gefängniszelle. Der spielt sogleich auf ihr und bringt seinen Wärter mit seinen meisterlichen Klängen zum Verzücken. Die Konzertbesucher warten derweil vergeblich auf den Maestro. Von einer inneren Unruhe getrieben, verlässt Giulietta ihr Haus und nimmt eine bereits auf sie wartende Gondel, die quasi durch Geisterhand direkt vor die Kerkermauern des Liebsten schwimmt.
Aus Paganins Zelle klingen die Geigentöne bis in den Canale herab, und auch Giulietta reagiert darauf wie verzaubert. Der über magische Kräfte verfügende Dottore Damoni, ein Vertrauter des Meistergeigers, ist für diese Geschehnisse verantwortlich, und auch die Zellentür zu Paganinis Zwangsunterkunft gehen wie von Geisterhand geführt auf, sodass Giulietta ihrem Angebeteten schmachtend in die Arme sinken kann. Paganinis Geigenspiel wird zur Geheimwaffe: Es erweicht die Herzen der Wachen, die ihn ziehen lassen, und öffnet sämtliche Gefängnisportale. So erreichen Paganini und Giulietta mit ihrer Gondel noch rechtzeitig den Konzertsaal. Das Publikum empfängt den sehnsüchtig erwarteten Maestro mit tosendem Applaus. Die Menschen sinken vor seinen Klängen dahin, nur Giuliettas zurückgewiesener Cesare will sich nicht geschlagen geben und plant, in seiner offiziellen Funktion Paganini auf offener Bühne verhaften zu lassen. Doch der ist bereits mit Giulietta entfleucht, während das Publikum noch immer ganz verzückt dem meisterlichen Spiel von Paganinis Schatten folgt.

## Produktionsnotizen
Paganini in Venedig entstand im November 1928 im Tobis-Atelier in Berlin-Tempelhof und erlebte seine deutsche Premiere am 14. April 1929 in Leipzig. Der Film war 580 Meter lang.
Die entscheidenden Tonaufnahmen überwachte Fritz Seeger, Erich Czerwonski gestaltete die Filmbauten. Ludwig Behrends übernahm die Aufnahmeleitung.

## Wissenswertes
Paganini in Venedig gehört neben Das letzte Lied, Und Nelson spielt und Dein ist mein Herz zu denjenigen Produktionen, die die Tobis im Herbst 1928 als erste deutsche Kurztonfilmversuche herstellte. Ihnen allen war die Tatsache zu eigen, dass der Gesang und die Musik gegenüber dem gesprochenen Wort im Vordergrund stand.

## Kritik
Die Österreichische Film-Zeitung befand über das Pionierwerk: „Der gute Eindruck des Tonfilms wird noch verstärkt durch den Film ‚Paganini in Venedig‘. Selbst die Feinheiten eines ausgezeichneten Gegenspiels erleiden durch die Wiedergabe im Tonfilm keine Einbuße. Es ist kein Wunder, daß der ‚Tobis-Film‘ bisher überall durchschlagenden Erfolg erzielt hat.“.

## Einzelnachweis
1. ↑  „Paganini in Venedig“. In: Österreichische Film-Zeitung, 11. Mai 1929, S. 33 (online bei ANNO).